# Petrov u Prahy

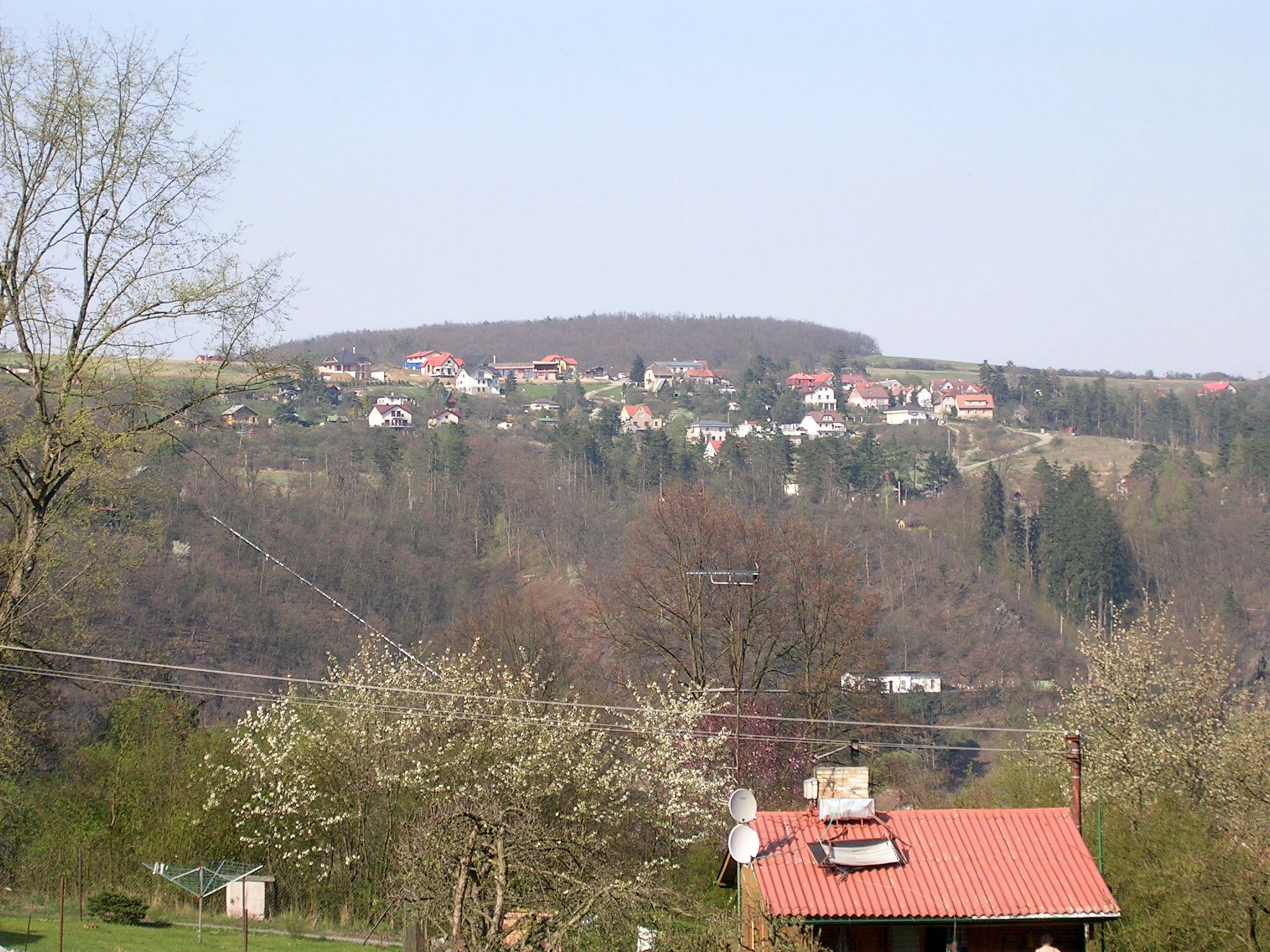
Blick von Pikovice über das Sázavatal auf Petrov und den Ďábel

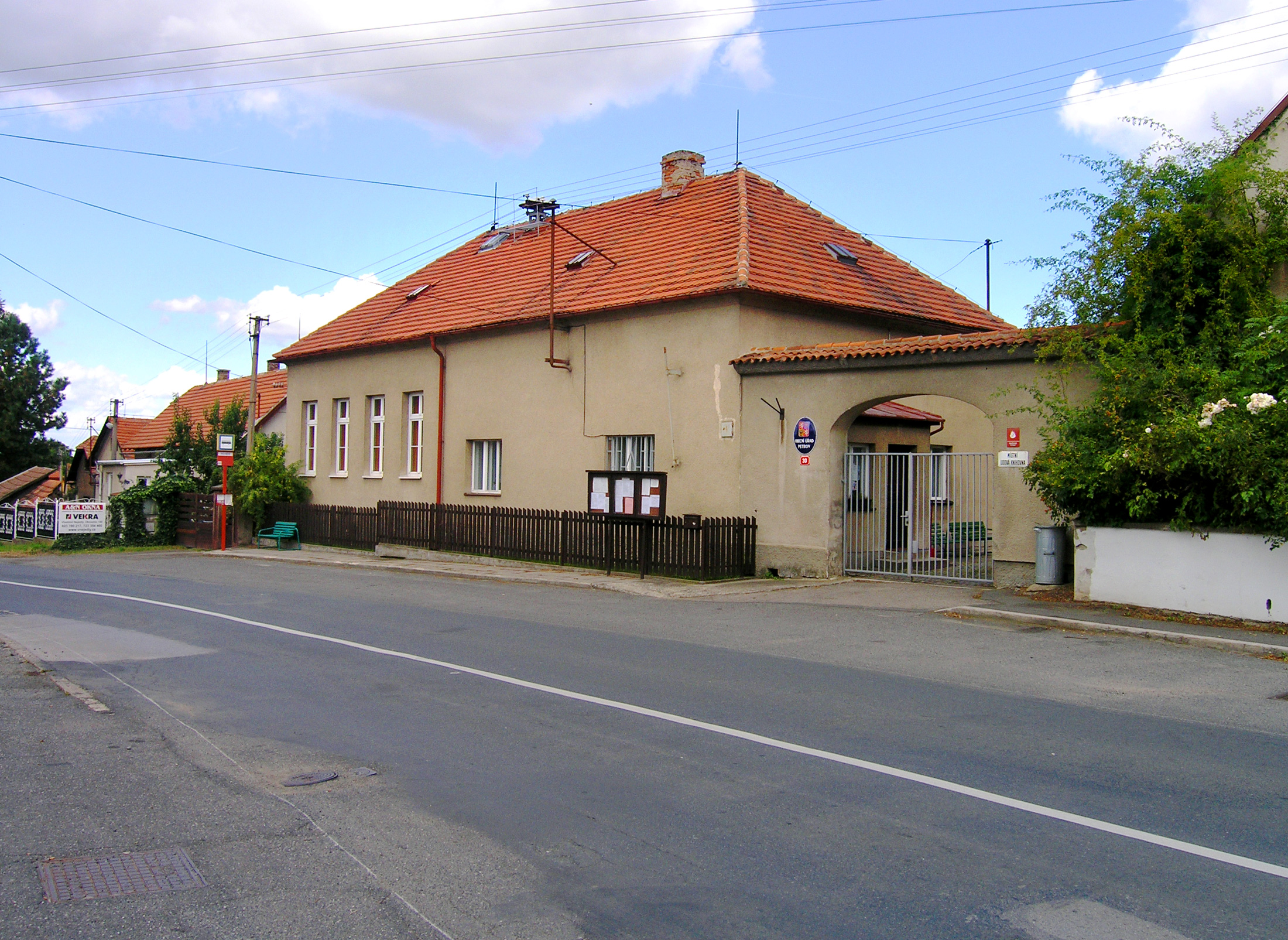
Gemeindeamt

Petrov (deutsch Petrow) ist eine Gemeinde in Tschechien. Sie liegt 22 Kilometer südlich des Stadtzentrums von Prag und gehört zum Okres Praha-západ.

## Geographie
Petrov befindet sich im Westen des Euler Berglandes (Jílovská vrchovina) auf einer im Norden durch das Tal des Zahořanský potok, im Süden durch das Tal der Sázava und im Westen durch das Moldautal begrenzten Hochfläche. Durch den Ort führt die Staatsstraße II/104 zwischen Davle und Jílové u Prahy. In Petrov entspringt der Bach Amarila. Südlich verläuft die Bahnstrecke Čerčany–Vrané nad Vltavou durch das Sázavatal. Gegen Osten erstreckt sich der Naturpark Střed Čech. Nördlich erhebt sich der Ďábel (Kopanina, 398 m n.m.), im Osten der U Obrázku (446 m n.m.) und die Zahrádka (412 m n.m.), südöstlich der Medník (417 m n.m.) und westlich der Chlomek (Hlomek, 365 m n.m.).
Nachbarorte sind Nové Okrouhlo im Norden, Zahořany, Kamenná Vrata und Obora im Nordosten, Horní Studené im Osten, Bohuliby und Luka pod Medníkem im Südosten, Pikovice im Süden, Mandát und Hvozdnice im Südwesten, Chlomek und Davle im Westen sowie Oleško im Nordwesten. 
Am Ďábel befindet sich der geometrische Mittelpunkt Böhmens⊙.

## Geschichte
Petrov wurde wahrscheinlich im 13. Jahrhundert durch das Benediktinerkloster Insula gegründet. Die erste schriftliche Erwähnung des Dorfes erfolgte 1310 in einer Bulle des Papstes Clemens V., in der dieser den Besitz des Klosters bestätigte. Nach der Zerstörung des Klosters durch die Hussiten gelangte Petrov an verschiedene weltliche Besitzer. Zu ihnen gehörte Wilhelm von Rosenberg, der Petrov 1585 zusammen mit umliegenden Dörfern kaufte und 1590 dem Alchimisten Edward Kelley überließ. Im Mittelalter wurde auf den Fluren des Dorfes Goldbergbau betrieben. 1731 erwarb der Prager Erzbischof Franz Ferdinand von Kuenburg das Dorf und schlug es seiner Herrschaft Dolní Břežany zu; nachfolgend verblieb Petrov immer im Besitz des Prager Erzbistums.
Im Jahre 1843 bestand Petrow aus 19 Häusern mit 129 Einwohnern. Pfarrort war Eule. Haupterwerbsquelle bildete die Landwirtschaft; in Heimarbeit wurden Birkenbesen gefertigt, die über Faktoren bis ins Ausland vertrieben wurden. Bis zur Mitte des 19. Jahrhunderts blieb Petrow der Herrschaft Dolní Břežany untertänig.
Nach der Aufhebung der Grundherrschaften bildete Petrov ab 1850 mit den Ortsteilen Bohuliby und Sázava eine Gemeinde im politischen Bezirk Eule und Gerichtsbezirk Eule. Ab 1869 gehörte Petrov zum Bezirk Karolinenthal und ab 1878 zum Bezirk Königliche Weinberge. Ab 1921 gehörte die Gemeinde zum Okres Jílové. Seit den 1920er Jahren entwickelte sich Petrov zu einer Sommerfrische der Prager. Auf dem Kataster von Sázava entstand zwischen 1926 und 1929 die Ferienhaussiedlung Chlomek. 1932 lebten in Petrov (mit Bohuliby und Sázava) 534 Personen; in der Gemeinde gab es acht Gasthäuser, sieben Bauern, drei Trafiken, drei Gemischtwarenläden, eine Ziegelei, eine Betonwarenfabrik, einen Baubetrieb, einen Bäcker und einen Schmied. 
1950 wurde Petrov dem Okres Praha-východ zugeordnet. 1961 wurde die Gemeinde in den  Okres Praha-západ umgegliedert. Im östlichen Teil des Katasters wurde bis 1968 ein Goldbergwerk betrieben. Am 1. Juli 1968 wurde der Ortsteil Sázava nach Davle umgemeindet. Zum Ende des 20. Jahrhunderts begann der Umbau eines Großteils  der Ferienhäuser in Chlomek zur Wohnhäusern, seit 2004 ist Chlomek als Ortsteil ausgewiesen.

## Gemeindegliederung
Die Gemeinde Petrov besteht aus den Ortsteilen Bohuliby (Boholib), Chlomek und Petrov (Petrow). Grundsiedlungseinheiten sind Bohuliby, Chlomek, Petrov und Petrov-chatová oblast. Zu Petrov gehören außerdem das Gut Obora sowie zahlreiche Ferienhaussiedlungen.
Das Gemeindegebiet gliedert sich in die Katastralbezirke Petrov u Prahy und Sázava u Petrova.

## Sehenswürdigkeiten
- Geschützte Linde auf dem Dorfplatz von Petrov
- Gezimmerte Chaluppen Nr. 3 und Nr. 10 in Bohuliby, Kulturdenkmale
- Felsnadel Pikovická jehla an der Sázava gegenüber dem Medník
- Naturdenkmal Třeštibok mit den Aussichtsfelsen Třeštibok und Hadí skála über dem Sázavatal
- Hügel Ďábel mit geometrischem Mittelpunkt Böhmens